# 达尼洛·丹布罗西奥
达尼洛·丹布罗西奥（義大利語：Danilo D'Ambrosio；1988年9月9日—），是一名意大利足球运动员，司职边后卫，现在效力于意甲球队蒙沙。

## 俱乐部生涯
丹布罗西奥在家乡那不勒斯当地的球队接受足球训练，2004年加入沙勒尼塔纳青训体系，但2005年球队破产后，他和他的双胞胎兄弟达里奥·丹布罗西奥一起加盟佛罗伦萨。2008年1月8日，他以共同拥有的形式被卖到意大利足球丙一级联赛联赛球队波坦察。1月20日，丹布罗西奥在波坦察2比1击败尤维斯塔比亚的比赛上演职业生涯首秀。他在2007/08赛季联赛出场10次。2008年7月11日，尤维斯塔比亚获得他的共有所有权。他在同年8月31日首次为尤维斯塔比亚出场。他迅速占据球队的主力位置，使得俱乐部决定从佛罗伦萨买入他另一半的所有权。
2010年1月12日，意大利足球乙级联赛球队都灵买入丹布罗西奥的一半所有权。1月16日，他在都灵4比1击败格羅瑟托的比赛首次在意乙联赛出场。他成为球队的首发球员，并在3月20日射进加盟球队首球，帮助都灵2比0战胜摩德纳。2010年6月，都灵买入丹布罗西奥的另一半所有权。2010年12月15日，他和都灵续约到2014年。2011/12赛季，他联赛出场26次，进球3个，帮助都灵重返意大利足球甲级联赛。
2014年1月28日，Sky Sport报道国际米兰将以150万欧元加马特奥·科隆比的价格买入丹布罗西奥1月30日，国际米兰官方确认了此次转会。
2023年在與國際米蘭的合同到期後，丹布罗西奥轉會加盟了蒙沙。

## 榮譽

### 球會
国际米兰
- 欧足联欧洲联赛亞軍：2019-20賽季
- 義大利足球甲级联赛冠军：2020-21赛季

## 外部連結
- Soccerway資料庫：达尼洛·丹布罗西奥